# Moina rectirostris
Moina rectirostris is een watervlooiensoort uit de familie van de Moinidae. De wetenschappelijke naam van de soort is voor het eerst geldig gepubliceerd in 1860 door Leydig.